# Abasanistus rubriceps
Abasanistus rubriceps är en tvåvingeart som först beskrevs av Philippi 1865.  Abasanistus rubriceps ingår i släktet Abasanistus och familjen vapenflugor. Inga underarter finns listade i Catalogue of Life.